# Архостемати
Архостема́ти (Archostemata) — найменший підряд ряду Твердокрилих, який налічує приблизно 50 видів, що належать до 5 родин. Одночасно Архостемати —- це один із найдревніших підрядів, який за викопними рештками відомий з кінця кам'яновугільного та початку пермського періодів палеозойської ери.